# Barbatospora ambicaudata
Barbatospora ambicaudata är en svampart som beskrevs av M.M. White, Siri & Lichtw. 2006. Barbatospora ambicaudata ingår i släktet Barbatospora och familjen Legeriomycetaceae.   Inga underarter finns listade i Catalogue of Life.